# Gipuzkoa
Gipuzkoa (Spaans: Guipúzcoa) is een provincie van Spanje en maakt deel uit van de regio Baskenland. De provincie heeft een oppervlakte van 1980 km² en is daarmee de kleinste provincie van Spanje. De provincie telde 725.508 inwoners in 2021 verdeeld over 88 gemeenten. Hoofdstad van Gipuzkoa is Donostia-San Sebastian. Andere belangrijke steden zijn Irun, Errenteria, Zarautz, Arrasate, Oñati (met een oude universiteit), Eibar, Tolosa (van 1844 tot 1854 hoofdstad van de provincie), Beasain, Pasaia (de belangrijkste haven) en Hondarribia (een oude vestingstad).

## Bestuurlijke indeling
De provincie Gipuzkoa bestaat uit 7 comarca's die op hun beurt uit gemeenten bestaan. De comarca's van Gipuzkoa zijn:
- Bidasoa-Txingudi
- Debabarrena
- Debagoiena
- Donostialdea
- Goierri
- Tolosaldea
- Urola-Kosta

Zie voor de gemeenten in Gipuzkoa de lijst van gemeenten in provincie Gipuzkoa.

## Demografische ontwikkeling

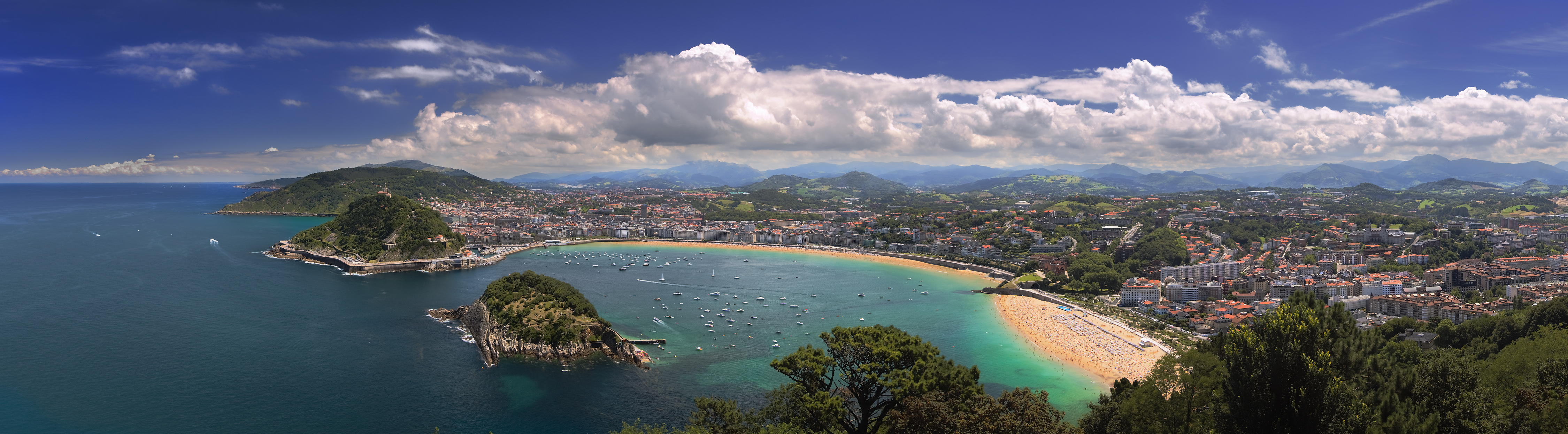
Donostia-San Sebastian en omgeving

Bron: INE
Opm: Bevolkingscijfers in duizendtallen